# Neoplanorbis tantillus
Neoplanorbis tantillus är en snäckart som beskrevs av Henry Augustus Pilsbry 1906. Neoplanorbis tantillus ingår i släktet Neoplanorbis och familjen posthornssnäckor. IUCN kategoriserar arten globalt som utdöd. Inga underarter finns listade i Catalogue of Life.